# Ludwig Heinrich Bojanus
Ludwig Heinrich Bojanus, född 16 juli 1776 i Bouxwiller, Elsass, död 2 april 1827 i Darmstadt, var en tysk zoolog. 
Bojanus var 1806–24 professor i jämförande anatomi i Vilnius. Han är, förutom för flera mindre arbeten, till exempel över dammusslans anatomi, främst känd för sin mönstergilla undersökning av sumpsköldpaddans byggnad Anatome Testudinis Europaeae (med 40 tavlor, 1819). Han invaldes 1821 som ledamot av svenska Vetenskapsakademien.